# Länsväg 122
Länsväg 122 går sträckan Ingelstad (29) - Uddabygd (28) - Rödeby - Trafikplats Karlskrona Öst (E22). Från Uddabygd till Trafikplats Karlskrona Öst så går den gemensamt med riksväg 28.
Sträckan ligger i Kronobergs och Blekinge län. Längden är 79 km. Skyltningen är norrifrån först Rävemåla och från Rävemåla är den Karlskrona. Norrut är skyltningen Växjö hela vägen .

## Historia
Vägen fick nummer 82 när vägnummer infördes på 1940-talet, och det numret gällde hela vägen mellan Riksväg 1 nära Jönköping via Växjö och till Karlskrona. Numret mellan Ingelstad och Karlskrona blev 122 vid reformen 1962, medan övriga delar av väg 82 blev riksväg 30. Innan riksväg 27, som tidigare gick Borås-Växjö, år 2005 förlängdes till Ronneby, så skyltades Länsväg 122 mot Karlskrona hela vägen.

## Alternativa vägar
Länsväg 122 är den kortaste vägen mellan Växjö och Karlskrona, men det finns varken 2+1 väg eller motorväg. Riksväg 27 och E22 via Ronneby är normalt något snabbare men 6 km längre.